# Хобоксар-Монгольский автономный уезд
Хобоксар-Монгольский автономный уезд (кит. упр. 和布克赛尔蒙古自治县, пиньинь Hébùkèsài'ěr Měnggǔ zìzhìxiàn; уйгур.: قوبۇقسار موڭغۇل ئاپتونوم ناھىيىسى) — автономный уезд в округе Чугучак Или-Казахского автономного округа Синьцзян-Уйгурского автономного района, Китай. Административный центр — посёлок Хобоксар.

## История
В 1944 году в этих местах был образован уезд Хэфэн (和丰县). 10 сентября 1954 года он был преобразован в Хобоксар-Монгольский автономный район (和布克赛尔蒙古自治区). В 1955 году автономный район был преобразован в автономный уезд.

## Административное деление
Хобоксар-Монгольский автономный уезд делится на 2 посёлка и 6 волостей.

## Население
Большинство населения уезда составляют монгольские народы. В уезде преобладают торгуты, говорящие на ойратском языке.

## Культура
В 2014 году в уезде, который традиционно считается местом зарождения эпоса Джангар, был открыт Дворец культуры и искусства «Джангар».